# Dunstano Cancellieri
Dunstano Cancellieri (Roma, 21 aprile 1870 – Roma, 8 marzo 1949) è stato un pedagogista e anarchico italiano,  nonché un massone universalmente riconosciuto tra i più influenti del XX secolo.

## Biografia
Poco si conosce dei primi vent’anni di vita, se non che nacque in una famiglia liberale e progressista ma di orientamento moderato; che si laureò in Legge col massimo dei voti e fu professore di liceo prima di cominciare una carriera come funzionario del Regno d’Italia, più precisamente per il Ministero di Grazia e Giustizia e dei Culti.
Nel 1904 fu nominato vicesegretario di prima classe a Venezia, poi a Torino come segretario di terza classe presso l’Economato, e da qui trasferito a Milano con lo stesso incarico. Per ragioni analoghe è vissuto a Pesaro, a Verona, a Napoli e Salerno. Frequenti furono i suoi i viaggi a Roma per conferire con gli uffici centrali. A questa professione dedicò il resto della vita.

### L’anarchismo
Già nei primi anni del Novecento fu sorvegliato in quanto anarchico e un fascicolo a suo nome fu istruito dalle forze dell’ordine. Fascicolo che andrà a ingrossarsi, come vedremo, negli anni del fascismo.
Nel 1908 fu oggetto di una prima indagine che lo indicò come uno dei capi della Loggia Goffredo Mameli, uno dei membri del comitato esecutivo della Federazione del Libero Pensiero nonché aderente all’associazione Giordano Bruno.
Nel 1911 si trasferì a Tripoli con l’incarico, ricevuto stavolta dal Ministero della Difesa, di delimitare i confini fra la Libia divenuta italiana e i territori rimanenti dell’Impero Ottomano, quindi assegnare le terre agli italiani espatriati dalla Tunisia, nonché inventariare e tutelare i beni sottratti ai berberi.
Continua a viaggiare spesso in Italia, dove infittisce la sua rete di conoscenze in ambito esoterico e massonico.
Nel 1915 fu di nuovo inquisito come “noto maestro della Carboneria”, setta segreta (in quei tempi raggruppante l’ala più radicale del movimento repubblicano) e come “oratore violento ed aggressivo contro la monarchia”.

### Pedagogia libertaria
Nei suoi studi sull’educazione e la pedagogia convogliò tanto la passione politica quanto l’esperienza di docente. È stato uno dei promotori più importanti, in Italia, tra i più precisi ed equilibrati  della “Pedagogia libertaria”, definizione coniata nell’Italia giolittiana (refrattaria al progressismo riformatore della scuola, e anzi complice dello status quo di allora) per sottolineare gli strumenti innovativi con cui il movimento anarchico voleva rivedere radicalmente il concetto stesso di educazione e promuovere una scuola laica e razionale. Centrale, nella produzione scientifica di questo approccio fu la Rivista “La Scuola laica”, del 1908, che due anni dopo prenderà il nome “La Scuola moderna”, edizione italiana dei due periodici ideati e diretti da Francisco Ferrer «Ecole Rénovée», pubblicata a Bruxelles, e della rivista «Escuela Moderna», pubblicata a Barcellona, in Spagna. Cancellieri ne fu un redattore produttivo e animatore riconosciuto. Fu proprio Francisco Ferrer a chiedere al direttore Luigi Fabbri di coinvolgere Cancellieri nella costituzione di una Lega laica che trasformasse in azione gli ideali promossi dalla rivista.
Nel 1907, in occasione del congresso del Libero Pensiero tenutosi nel comune di Marino, in provincia di Roma, Cancellieri espose e fece approvare la fondazione di una Casa-scuola laica in Borgo, nel comune di Roma, affinché ospitasse orfani da educare con la nuova pedagogia e diventasse sede del Libero Pensiero Internazionale.
Agitatore culturale, collaborò anche con altri periodici, come il “il Pensiero”, diretto da Pietro Gori e Luigi Fabbri, “Umanesimo” e “Riforma laica”, sulla quale enunciò la sua idea libertaria di educazione, sostenendo che dallo Stato accentratore non c’è da attendersi una scuola laica, cioè libera, e che «il fondamento di ciò che chiamiamo laicità non è altro che la sua capacità educativa. Per quanto è maggiore la capacità educativa della scuola, tanto più essa sarà laica». In qualità di membro della “Società Nazionale Dante Alighieri”  si occupò anche di critica letteraria, di arte e di teatro per le stesse riviste e molte altre, come “La nuova parola”.
Dal 1910 al 1913 fu tra i promotori del dibattito sulla scuola laica in seno alla Massoneria, partecipando alla Rivista massonica “Acacia” sui temi la scuola popolare, l’insegnamento religioso, la libertà d’insegnamento, scuole private, Massoneria e scuola, la Chiesa e la scuola, le leggi scolastiche tradite.
Negli stessi anni fu Consigliere comunale di Roma, nella maggioranza che supportò l’elezione del progressista Ernesto Nathan alla carica di sindaco.

### Appartenenza e carriera massonica
Fu iniziato nella Loggia n.169 intitolata a Goffredo Mameli, fondata nel 1893 nel Grande Oriente d’Italia. Si deve a Cancellieri la nascita delle diramazioni italiane delle maggiori organizzazioni massoniche ed esoteriche internazionali e una cooperazione con molte di queste, talvolta contemporaneamente, per la stabilità della massoneria italiana nei suoi momenti storici più delicati.
Si interessa alla Teosofia fin dalla fine dell’Ottocento. È tra i fondatori del primo gruppo della Società Teosofica in Italia – di cui sarà il presidente  – a cui dà vita a Roma nel 1901 insieme a Giuseppe Sulli Rao, iniziatore di Arturo Reghini e titolare della casa editrice Ars Regia, con la quale Cancellieri pubblicherà alcuni testi di filosofia massonica.
Nello stesso anno, ancora con Sulli Rao, e con Isabel Cooper Ockley e Decio Calvari (ideatore e direttore della rivista esoterica “Ultra”) fonda la prima Loggia italiana dell’Ordine massonico misto internazionale Le Droit Humain, nel quale rimarrà militante attivo fino alla messa al bando della massoneria da parte del regime fascista.
Parallelamente, nel 1910, in possesso del 18º grado Scozzese, ricevette direttamente dall’esoterista e massone francese Papus l’incarico di fondare in Italia le prime logge dell’Ordine Martinista e la bolla di fondazione della prima fra queste. A Cancellieri si deve quindi lo sviluppo di quest’Ordine in Italia, dove resterà integro e unitario per i decenni successivi con la sua persona eletta a Gran Maestro.
Durante gli anni del fascismo fu di nuovo attenzionato dall’OVRA che lo iscrisse nei registri degli antagonisti al regime. Il suo nome compare fra i sovversivi di Pesaro. Nonostante fosse controllato, e nonostante la massoneria fosse stata messa al bando dal fascismo, lavorò clandestinamente per la conservazione di alcune logge e Obbedienze.
Divenuto nel frattempo un fine conoscitore anche dell’antroposofia di Rudolf Steiner, nel 1929 ricevette da Harvey Spencer Lewis l’incarico di fondare la sezione italiana dell’Ordine rosacruciano AMORC del quale fu Gran Maestro. Un incarico simile gli sarebbe poi stato rinnovato dalla sede centrale dell’Ordine a San Diego nella primavera/estate del 1945.
Durante gli anni della clandestinità Cancellieri lavorò nelle file della Gran Loggia d’Italia.

### Gli anni del dopoguerra
All’indomani della Seconda guerra mondiale, insieme all'ingegnere Carlo Coraggia, Cancellieri fonda il Centro Ermetico Universale Romano (C.E.U.R.), a Roma, con sede in Piazza di San Lorenzo in Lucina. Dal CEUR nascerà in seguito, mantenendo la stessa sigla, la Casa Editrice Universale di Roma che ha curato la pubblicazione dell'Opera omnia del Giuliano Kremmerz.
Nel 1943 il panorama della massoneria italiana era assai frammentato a causa della guerra e si assiste all’emergere di una dozzina di gruppi autonomi. Cancellieri in quell’anno è tra i dirigenti del gruppo guidato dal massone Domenico Maiocco, insieme a Tito Signorelli, Placido Martini e Giordano Gamberini, (futuro Gran Maestro del Grande Oriente d'Italia) ovvero il gruppo che prende il nome di “Massoneria Italiana Unificata”, del quale, ormai raggiunto il 33º e ultimo grado del Rito scozzese, diviene il Gran Commendatore. Il 4 giugno 1944, Cancellieri unificherà ulteriormente questo suo gruppo con quello chiamato “Comitato di Gran Maestranza”.  Scrive Silvestro Corvisieri: «La figura di Cancellieri è forse la più emblematica del contraddittorio e controverso rapporto tra organizzazioni occultiste e massoneria perché dimostra come fosse possibile, pur in un quadro di gelose autonomie e ricorrenti conflitti, l’appartenenza di influenti personaggi ad entrambe le istituzioni. Cancellieri, addirittura, nell’immediato dopoguerra, mentre infuriavano gli scontri tra una dozzina di organizzazioni massoniche italiane tutte aspiranti al ruolo di vera e autentica massoneria, fu indicato come unico dignitario degno di fiducia dallo statunitense John Cowels, Sovrano Gran Commendatore della Gran Loggia di Washington e del Supremo Consiglio del Rito Scozzese di tutto il mondo».
Grazie a Cancellieri, il gruppo di Maiocco fu l’unico ad avere l’appoggio del Tiber Masonic Club, vale a dire la massoneria statunitense composta esclusivamente dai militari della V Armata, che formava logge in tutte le città che aveva liberato dal nazifascismo.
Cancellieri interruppe il sodalizio con Maiocco quando venne a sapere del coinvolgimento di questi nel golpismo di Umberto Salvarezza. Affinché lo sforzo di unificazione non andasse perduto, e nostalgie fasciste non inquinassero il buon nome della ricostituita massoneria, organizzò trattative così che il gruppo di Massoneria Unificata Italiana confluisse nel Grande Oriente d’Italia, cosa che avviene il 25 novembre 1945.
Così come aveva lavorato per unificare quante più logge possibile durante la clandestinità, nel 1948 fu chiamato a fare da «testimone morale» tra gruppi diversi in occasione del Congresso di Napoli, quando una Costituente spontanea tenta di unificare l’intera massoneria italiana. L'intento del congresso non ebbe gli esiti sperati e il gruppo promotore si limitò a fondare la Serenissima Gran Loggia Nazionale d'Italia guidata da Arturo Labriola. Tuttavia, nel marzo del 1949, la Gran Loggia di Labriola, saputo della sua morte sopraggiunta, scrive nel suo bollettino ufficiale:
(Il Mondo massonico, Dunstano Cancellieri è morto, 31 marzo 1949, Anno IV - N.2 e 3)
.

## Opere

### Volumi monografici
- L’unità fondamentale delle religioni e delle filosofie, Edizioni Società Teosofica, Roma, 1906.
- Il culto di Dante: la missione di Roma, Giuseppe A. Autori, 1921.

### Riviste maggiori
- La scuola laica
- La scuola moderna
- Riforma laica
- Umanesimo

## Curiosità
È il nonno della ex ministra Annamaria Cancellieri.